# (990) Йеркс
(990) Йеркс (лат. Yerkes) — астероид главного пояса. Был открыт 23 ноября 1922 года бельгийско-американским астрономом Жоржем ван Бисбруком в Йеркской обсерватории в Висконсине, США, в честь которой и был назван.

## Орбитальные характеристики
Орбита астероида располагается во внешней части главного пояса и имеет большую полуось 2,6696 а. е., эксцентриситет 0,21652 и наклон относительно эклиптики около 9°.

## Физические характеристики
На основании кривых блеска, полученных в 2009 году, определён период вращения, равный 24,45 ч., и изменение блеска, равное 0,35 звёздной величины.
Согласно данным наблюдения инфракрасных спутников IRAS, Akari и WISE астероид имеет диаметр от 9,17 до 9,29 километра, а его поверхность имеет альбедо от 0,1123 до 0,2606.